# Hij komt, hij komt... De intrede van de Sint
Hij komt, hij komt... De intrede van de Sint is een jaarlijks VRT-televisieprogramma, waarin de Vlaamse intrede van Sinterklaas, Zwarte Piet, de andere Pieten en hun gevolg uit Spanje per stoomboot (met uitzondering van één jaar in Oostende altijd in Antwerpen) rechtstreeks wordt uitgezonden op Ketnet en/of VRT 1 en doorgaans later herhaald.
Het programma is van de makers van de Ketnetprogramma's Dag Sinterklaas en Sinteressante dingen en voert vooral personages daaruit op. Door de gelaagde humor van bedenker Hugo Matthysen is het niet enkel een kinderprogramma. Het programma is een jaarlijks Ketnetevenement sinds 2003. In 1993 werd er ook al een intrede uitgezonden op de VRT, maar die was niet rechtstreeks en ook geen evenement ter plaatse. Nog vroeger kwam de intrede van de Sint enkel aan bod in gewone programma's.
Net als in Nederland werd ook in België in 2020 vanwege de coronapandemie de intocht van tevoren opgenomen en de aankomstlocatie geheim gehouden tot aan de intocht om zo een intocht zonder publiek mogelijk te maken. In 2021 was de intocht weer live, maar waren er nog coronarestricties, in tegenstelling tot Nederland, waar ook dat jaar de intocht van tevoren werd opgenomen. In 2022 verloopt de intrede als voorheen. De aankomst van de stoomboot, ontvangst van Sinterklaas en zijn gevolg door o.a. de burgemeester van Antwerpen en de stoet tot aan de Grote Markt wordt uitgezonden, becommentarieerd en afgewisseld met filmpjes, interviews en live muziek. Apotheose van de uitzending is de toespraak van Sinterklaas vanop het balkon van het Antwerpse Stadhuis, waarin hij oordeelt of er dat jaar stoute kinderen zijn.

## Intredes per jaar

### 1993
- Datum: 11 november 1993
- Aankomstplaats: Antwerpen
- Uitzending: BRT TV1 (niet rechtstreeks)
- Presentatie: Bart Peeters
- Rolverdeling:

| Acteur               | Personage    |
| -------------------- | ------------ |
| Jan Decleir          | Sinterklaas  |
| Frans Van der Aa     | Zwarte Piet  |
| Karel Vingerhoets    | Burgemeester |
| Jan Steen            | Kapitein     |
| Willy Vandermeulen   | Pastoor      |
| Ellen van Hertbrugge | Juffrouw     |
| Willy Cambron        | Barman       |
| Jean Blaute          | Dirigent     |

### 2003
- Datum: 11 november 2003
- Aankomstplaats: Oostende
- Uitzending: Ketnet (rechtstreeks)
- Presentatie: Bart Peeters, Staf Coppens en An Jordens
- Rolverdeling:

| Acteur               | Personage                       |
| -------------------- | ------------------------------- |
| Jan Decleir          | Sinterklaas                     |
| Frans Van der Aa     | Zwarte Piet                     |
| Pieter Embrechts     | Ramon Iglesias                  |
| Adriaan Van den Hoof | Kapitein Paelinckx              |
| Tom Van Dyck         | Minister van Zout en Brak Water |

### 2004
- Datum: 13 november 2004
- Aankomstplaats: Antwerpen
- Uitzending: Ketnet (rechtstreeks)
- Presentatie: Bart Peeters, Erika Van Tielen en An Jordens
- Rolverdeling:

| Acteur           | Personage           |
| ---------------- | ------------------- |
| Jan Decleir      | Sinterklaas         |
| Frans Van der Aa | Zwarte Piet         |
| Pieter Embrechts | Ramon Iglesias      |
| Tom Van Dyck     | Kapitein Verschepen |
| Els Dottermans   | Conchita Garcia     |

### 2005
- Datum: 12 november 2005
- Aankomstplaats: Antwerpen
- Uitzending: Ketnet (niet rechtstreeks)
- Presentatie: Bart Peeters, Erika Van Tielen en Jelle Cleymans
- Rolverdeling:

| Acteur               | Personage           |
| -------------------- | ------------------- |
| Jan Decleir          | Sinterklaas         |
| Frans Van der Aa     | Zwarte Piet         |
| Pieter Embrechts     | Ramon Iglesias      |
| Adriaan Van den Hoof | Kapitein Paelinckx  |
| Tom Van Dyck         | Kapitein Verschepen |
| Els Dottermans       | Conchita Garcia     |

### 2006
- Datum: 18 november 2006
- Aankomstplaats: Antwerpen
- Uitzending: Eén (rechtstreeks) en Ketnet (herhalingen)
- Presentatie: Bart Peeters, Karolien Debecker en Jelle Cleymans
- Rolverdeling:

| Acteur               | Personage                       |
| -------------------- | ------------------------------- |
| Jan Decleir          | Sinterklaas                     |
| Frans Van der Aa     | Zwarte Piet                     |
| Adriaan Van den Hoof | Kapitein Paelinckx              |
| Tom Van Dyck         | Kapitein Verschepen             |
| Els Dottermans       | Conchita Garcia                 |
| Lucas Van den Eynde  | Professor Herman Van den Uytleg |

### 2007
- Datum: 17 november 2007
- Aankomstplaats: Antwerpen
- Uitzending: Eén (rechtstreeks) en Ketnet (herhalingen)
- Presentatie: Bart Peeters, Peter Pype en Kristien Maes
- Rolverdeling:

| Acteur               | Personage                       |
| -------------------- | ------------------------------- |
| Jan Decleir          | Sinterklaas                     |
| Frans Van der Aa     | Zwarte Piet                     |
| Pieter Embrechts     | Ramon Iglesias                  |
| Adriaan Van den Hoof | Kapitein Paelinckx              |
| Tom Van Dyck         | Kapitein Verschepen             |
| Els Dottermans       | Conchita Garcia                 |
| Lucas Van den Eynde  | Professor Herman Van den Uytleg |

### 2008
- Datum: 15 november 2008
- Aankomstplaats: Antwerpen
- Uitzending: Eén (rechtstreeks) en Ketnet (herhalingen, ook met tolk VGT)
- Presentatie: Bart Peeters, Kobe Van Herwegen en Kristien Maes
- Rolverdeling:

| Acteur              | Personage                       |
| ------------------- | ------------------------------- |
| Jan Decleir         | Sinterklaas                     |
| Frans Van der Aa    | Zwarte Piet                     |
| Pieter Embrechts    | Ramon Iglesias                  |
| Tom Van Dyck        | Kapitein Verschepen             |
| Liesa Van der Aa    | Matroos Mathilde                |
| Els Dottermans      | Conchita Garcia                 |
| Lucas Van den Eynde | Professor Herman Van den Uytleg |

### 2009
- Datum: 14 november 2009
- Aankomstplaats: Antwerpen
- Uitzending: Eén (rechtstreeks) en Ketnet (herhalingen, ook met tolk VGT)
- Presentatie: Bart Peeters, Kobe Van Herwegen en Kristien Maes
- Rolverdeling:

| Acteur               | Personage                       |
| -------------------- | ------------------------------- |
| Jan Decleir          | Sinterklaas                     |
| Frans Van der Aa     | Zwarte Piet                     |
| Adriaan Van den Hoof | Kapitein Paelinckx              |
| Tom Van Dyck         | Kapitein Verschepen             |
| Els Dottermans       | Conchita Garcia                 |
| Lucas Van den Eynde  | Professor Herman Van den Uytleg |
| Liesa Van der Aa     | Rosita                          |

### 2010
- Datum: 13 november 2010
- Aankomstplaats: Antwerpen
- Uitzending: Eén (rechtstreeks) en Ketnet (herhalingen, ook met tolk VGT)
- Presentatie: Bart Peeters, Kobe Van Herwegen en Kristien Maes
- Rolverdeling:

| Acteur               | Personage                       |
| -------------------- | ------------------------------- |
| Jan Decleir          | Sinterklaas                     |
| Frans Van der Aa     | Zwarte Piet                     |
| Pieter Embrechts     | Ramon Iglesias                  |
| Adriaan Van den Hoof | Kapitein Paelinckx              |
| Tom Van Dyck         | Kapitein Verschepen             |
| Els Dottermans       | Conchita Garcia                 |
| Lucas Van den Eynde  | Professor Herman Van den Uytleg |
| Jean Blaute          | Fred van "The Steamboats"       |
| Eric Melaerts        | Bob van "The Steamboats"        |
| Liesa Van der Aa     | Penny De Schrijver              |
| Patrick Janssens     | Zichzelf                        |

### 2011
- Datum: 12 november 2011
- Aankomstplaats: Antwerpen
- Uitzending: Eén (rechtstreeks) en Ketnet (herhalingen, ook met tolk VGT)
- Presentatie: Bart Peeters, Niels Destadsbader en Charlotte Leysen
- Rolverdeling:

| Acteur               | Personage                       |
| -------------------- | ------------------------------- |
| Jan Decleir          | Sinterklaas                     |
| Frans Van der Aa     | Zwarte Piet                     |
| Pieter Embrechts     | Ramon Iglesias                  |
| Adriaan Van den Hoof | Kapitein Paelinckx              |
| Tom Van Dyck         | Kapitein Verschepen             |
| Els Dottermans       | Conchita Garcia                 |
| Lucas Van den Eynde  | Professor Herman Van den Uytleg |
| Warre Borgmans       | Weerman Renaat Van Zon          |
| Patrick Janssens     | Zichzelf                        |

### 2012
- Datum: 17 november 2012
- Aankomstplaats: Antwerpen
- Uitzending: Eén (rechtstreeks) en Ketnet (rechtstreeks en herhalingen, ook met tolk VGT)
- Presentatie: Bart Peeters, Niels Destadsbader en Charlotte Leysen
- Rolverdeling:

| Acteur               | Personage                       |
| -------------------- | ------------------------------- |
| Jan Decleir          | Sinterklaas                     |
| Frans Van der Aa     | Zwarte Piet                     |
| Pieter Embrechts     | Ramon Iglesias                  |
| Adriaan Van den Hoof | Kapitein Paelinckx              |
| Tom Van Dyck         | Kapitein Verschepen             |
| Els Dottermans       | Conchita Garcia                 |
| Lucas Van den Eynde  | Professor Herman Van den Uytleg |
| Warre Borgmans       | Weerman Renaat Van Zon          |
| Patrick Janssens     | Zichzelf                        |

### 2013
- Datum: 16 november 2013
- Aankomstplaats: Antwerpen
- Uitzending: Eén (rechtstreeks) en Ketnet (rechtstreeks en herhalingen, ook met tolk VGT)
- Presentatie: Bart Peeters, Sander Gillis en Charlotte Leysen
- Rolverdeling:

| Acteur               | Personage                       |
| -------------------- | ------------------------------- |
| Jan Decleir          | Sinterklaas                     |
| Frans Van der Aa     | Zwarte Piet                     |
| Pieter Embrechts     | Ramon Iglesias                  |
| Adriaan Van den Hoof | Kapitein Paelinckx              |
| Tom Van Dyck         | Kapitein Verschepen             |
| Els Dottermans       | Conchita Garcia                 |
| Lucas Van den Eynde  | Professor Herman Van den Uytleg |
| Warre Borgmans       | Weerman Renaat Van Zon          |
| Matteo Simoni        | Bob Slee                        |
| Evelien Bosmans      | Line Trampo                     |
| Bart De Wever        | Zichzelf                        |

### 2014
- Datum: 15 november 2014
- Aankomstplaats: Antwerpen
- Uitzending: Eén (rechtstreeks) en Ketnet (rechtstreeks en herhalingen, ook met tolk VGT)
- Presentatie: Bart Peeters, Sander Gillis en Sien Wynants
- Rolverdeling:

| Acteur               | Personage                       |
| -------------------- | ------------------------------- |
| Jan Decleir          | Sinterklaas                     |
| Frans Van der Aa     | Zwarte Piet                     |
| Pieter Embrechts     | Ramon Iglesias                  |
| Adriaan Van den Hoof | Kapitein Paelinckx              |
| Tom Van Dyck         | Kapitein Verschepen             |
| Els Dottermans       | Conchita Garcia                 |
| Lucas Van den Eynde  | Professor Herman Van den Uytleg |
| Warre Borgmans       | Weerman Renaat Van Zon          |
| Filip Peeters        | Peter Pannenkoek                |
| Bart De Wever        | Zichzelf                        |

### 2015
- Datum: 14 november 2015
- Aankomstplaats: Antwerpen
- Uitzending: Eén (rechtstreeks) en Ketnet (rechtstreeks en herhalingen, ook met tolk VGT)
- Presentatie: Bart Peeters, Sander Gillis en Charlotte Leysen
- Rolverdeling:

| Acteur               | Personage                       |
| -------------------- | ------------------------------- |
| Jan Decleir          | Sinterklaas                     |
| Frans Van der Aa     | Zwarte Piet                     |
| Pieter Embrechts     | Ramon Iglesias                  |
| Adriaan Van den Hoof | Kapitein Paelinckx              |
| Tom Van Dyck         | Kapitein Verschepen             |
| Warre Borgmans       | Kapitein Droogdockx             |
| Els Dottermans       | Conchita Garcia                 |
| Lucas Van den Eynde  | Professor Herman Van den Uytleg |
| Koen De Bouw         | Daan                            |
| Gene Bervoets        | Stijn                           |
| Bart De Wever        | Zichzelf                        |

### 2016
- Datum: 12 november 2016
- Aankomstplaats: Antwerpen
- Uitzending: Eén (rechtstreeks) en Ketnet (rechtstreeks en herhalingen, ook met tolk VGT)
- Presentatie: Bart Peeters, Leonard Muylle en Charlotte Leysen
- Rolverdeling:

| Acteur               | Personage                       |
| -------------------- | ------------------------------- |
| Jan Decleir          | Sinterklaas                     |
| Frans Van der Aa     | Zwarte Piet                     |
| Pieter Embrechts     | Ramon Iglesias                  |
| Adriaan Van den Hoof | Kapitein Paelinckx              |
| Tom Van Dyck         | Kapitein Verschepen             |
| Warre Borgmans       | Kapitein Droogdockx             |
| Els Dottermans       | Conchita Garcia                 |
| Lucas Van den Eynde  | Professor Herman Van den Uytleg |
| An Miller            | Moeder                          |
| Bart De Wever        | Zichzelf                        |

### 2017
- Datum: 18 november 2017
- Aankomstplaats: Antwerpen
- Uitzending: Eén (rechtstreeks) en Ketnet (rechtstreeks en herhalingen, ook met tolk VGT)
- Presentatie: Bart Peeters, Sien Wynants en Sarah Mouhamou
- Rolverdeling:

| Acteur               | Personage                       |
| -------------------- | ------------------------------- |
| Jan Decleir          | Sinterklaas                     |
| Frans Van der Aa     | Zwarte Piet                     |
| Pieter Embrechts     | Ramon Iglesias                  |
| Adriaan Van den Hoof | Kapitein Paelinckx              |
| Tom Van Dyck         | Kapitein Verschepen             |
| Els Dottermans       | Conchita Garcia                 |
| Lucas Van den Eynde  | Professor Herman Van den Uytleg |
| Bart De Wever        | Zichzelf                        |

### 2018
- Datum: 17 november 2018
- Aankomstplaats: Antwerpen
- Uitzending: Eén (rechtstreeks) en Ketnet (rechtstreeks en herhalingen, ook met tolk VGT)
- Presentatie: Bart Peeters, Sien Wynants en Thomas Van Achteren
- Rolverdeling:

| Acteur               | Personage                       |
| -------------------- | ------------------------------- |
| Jan Decleir          | Sinterklaas                     |
| Frans Van der Aa     | Zwarte Piet                     |
| Pieter Embrechts     | Ramon Iglesias                  |
| Adriaan Van den Hoof | Kapitein Paelinckx              |
| Nico Sturm           | Kapitein Verschepen             |
| Dimitri Leue         | René Verbruggen                 |
| Els Dottermans       | Conchita Garcia                 |
| Lucas Van den Eynde  | Professor Herman Van den Uytleg |
| Bart De Wever        | Zichzelf                        |

### 2019
- Datum: 16 november 2019
- Aankomstplaats: Antwerpen
- Uitzending: Eén (rechtstreeks) en Ketnet (rechtstreeks en herhalingen, ook met tolk VGT)
- Presentatie: Bart Peeters, Sien Wynants en Sander Gillis
- Rolverdeling:

| Acteur               | Personage                       |
| -------------------- | ------------------------------- |
| Wim Opbrouck         | Sinterklaas                     |
| Jonas Van Thielen    | Zwarte Piet                     |
| Pieter Embrechts     | Ramon Iglesias                  |
| Adriaan Van den Hoof | Kapitein Paelinckx              |
| Warre Borgmans       | Kapitein Droogdockx             |
| Els Dottermans       | Conchita Garcia                 |
| Evelien Bosmans      | Palomita Garcia                 |
| Nico Sturm           | Professor Herman Van den Uytleg |
| Bart Hollanders      | Stafhouder Evert Van Emmergem   |
| Tine Embrechts       | Kneta Knieschijf                |
| Bart De Wever        | Zichzelf                        |

### 2020
- Datum: 14 november 2020
- Aankomstplaats: Antwerpen
- Uitzending: Eén (niet rechtstreeks, omwille van de coronapandemie kwam de Sint in het geheim aan) en Ketnet (niet rechtstreeks, omwille van de coronapandemie kwam de Sint in het geheim aan en herhalingen, ook met tolk VGT)
- Presentatie: Bart Peeters, Sien Wynants en Gloria Monserez
- Rolverdeling:

| Acteur               | Personage                       |
| -------------------- | ------------------------------- |
| Wim Opbrouck         | Sinterklaas                     |
| Jonas Van Thielen    | Zwarte Piet                     |
| Pieter Embrechts     | Ramon Iglesias                  |
| Adriaan Van den Hoof | Kapitein Paelinckx              |
| Warre Borgmans       | Kapitein Droogdockx             |
| Els Dottermans       | Conchita Garcia                 |
| Evelien Bosmans      | Palomita Garcia                 |
| Nico Sturm           | Professor Herman Van den Uytleg |
| Bart Hollanders      | Stafhouder Evert Van Emmergem   |
| Tine Embrechts       | Kneta Knieschijf                |
| Bart De Wever        | Zichzelf                        |

### 2021
- Datum: 13 november 2021
- Aankomstplaats: Antwerpen
- Uitzending: Eén (rechtstreeks) en Ketnet (rechtstreeks en herhalingen, ook met tolk VGT)
- Presentatie: Bart Peeters, Sien Wynants en Thomas Van Achteren
- Rolverdeling:

| Acteur               | Personage                       |
| -------------------- | ------------------------------- |
| Wim Opbrouck         | Sinterklaas                     |
| Jonas Van Thielen    | Zwarte Piet                     |
| Pieter Embrechts     | Ramon Iglesias                  |
| Adriaan Van den Hoof | Kapitein Paelinckx              |
| Warre Borgmans       | Kapitein Droogdockx             |
| Els Dottermans       | Conchita Garcia                 |
| Evelien Bosmans      | Palomita Garcia                 |
| Nico Sturm           | Professor Herman Van den Uytleg |
| Bart Hollanders      | Stafhouder Evert Van Emmergem   |
| Tine Embrechts       | Kneta Knieschijf                |
| Dimitri Leue         | Dokter Diego Iglesias           |
| Annick De Ridder     | Zichzelf                        |

### 2022
- Datum: 12 november 2022
- Aankomstplaats: Antwerpen
- Uitzending: Eén (rechtstreeks) en Ketnet (rechtstreeks en herhalingen, ook met tolk VGT)
- Presentatie: Bart Peeters, Gloria Monserez en Sander Gillis
- Rolverdeling:

| Acteur               | Personage                       |
| -------------------- | ------------------------------- |
| Wim Opbrouck         | Sinterklaas                     |
| Jonas Van Thielen    | Zwarte Piet                     |
| Pieter Embrechts     | Ramon Iglesias                  |
| Adriaan Van den Hoof | Kapitein Paelinckx              |
| Warre Borgmans       | Kapitein Droogdockx             |
| Els Dottermans       | Conchita Garcia                 |
| Evelien Bosmans      | Palomita Garcia                 |
| Nico Sturm           | Professor Herman Van den Uytleg |
| Bart Hollanders      | Stafhouder Evert Van Emmergem   |
| Tine Embrechts       | Kneta Knieschijf                |
| Alejandra Theus      | Liesbet (Poes)                  |
| Yemi Oduwale         | Ramses (Hond)                   |
| Bart De Wever        | Zichzelf                        |

### 2023
- Datum: 18 november 2023
- Aankomstplaats: Antwerpen
- Uitzending: VRT 1 (rechtstreeks) en Ketnet (rechtstreeks en herhalingen, ook met tolk VGT)
- Presentatie: Bart Peeters, Gloria Monserez en Sarah Mouhamou
- Rolverdeling:

| Acteur            | Personage                       |
| ----------------- | ------------------------------- |
| Wim Opbrouck      | Sinterklaas                     |
| Jonas Van Thielen | Zwarte Piet                     |
| Pieter Embrechts  | Ramon Iglesias                  |
| Warre Borgmans    | Kapitein Droogdockx             |
| Dimitri Leue      | Kapitein Katrien                |
| Els Dottermans    | Conchita Garcia                 |
| Evelien Bosmans   | Palomita Garcia                 |
| Nico Sturm        | Professor Herman Van den Uytleg |
| Bart Hollanders   | Stafhouder Evert Van Emmergem   |
| Tine Embrechts    | Kneta Knieschijf                |
| Bart De Wever     | Zichzelf                        |

### 2024
- Datum: 16 november 2024
- Aankomstplaats: Antwerpen
- Uitzending: VRT 1 (rechtstreeks) en Ketnet (rechtstreeks en herhalingen, ook met tolk VGT)
- Presentatie: Bart Peeters, Thomas De Smet en Sarah Mouhamou
- Rolverdeling:

| Acteur            | Personage                       |
| ----------------- | ------------------------------- |
| Wim Opbrouck      | Sinterklaas                     |
| Jonas Van Thielen | Zwarte Piet                     |
| Pieter Embrechts  | Ramon Iglesias                  |
| Warre Borgmans    | Kapitein Droogdockx             |
| Dimitri Leue      | Kapitein Katrien                |
| Els Dottermans    | Conchita Garcia                 |
| Evelien Bosmans   | Palomita Garcia                 |
| Nico Sturm        | Professor Herman Van den Uytleg |
| Bart Hollanders   | Stafhouder Evert Van Emmergem   |
| Tine Embrechts    | Kneta Knieschijf                |
| Danny Timmermans  | Boswachter Bodo Bosmans         |
| Bart De Wever     | Zichzelf                        |